# Ephraim Henry Pavie
Ephraim Henry Pavie, né à Paris le 29 janvier 1947, est un architecte français. Il exerce alternativement en France et aux États-Unis, puis en Israël. Initialement connu sous le nom Henry Pavie, il s'ajoute le prénom Ephraim lors de sa conversion au judaïsme en 1982. Il se distingue par une tendance marquée à concevoir des ouvrages en voile mince de béton, dont les formes en doubles courbures sont libres et élancées. Son architecture initialement inspirée par l'architecture organique et les coquillages évolue vers le biomorphisme et le néo-futurisme, s'inscrivant, avant le temps des ordinateurs et de la CAO, dans le courant de la blob architecture.

## Biographie
Henry Pavie entre à l’École nationale supérieure des beaux-arts (ENSBA) en 1967, dans l’atelier de Guillaume Gillet ancien grand prix de Rome d'architecture. Gillet refuse de noter ses esquisses en raison de l'aspect non conforme de son vocabulaire architectural qui s'apparente à des assemblages de coques. L’étudiant se soumet finalement à l’« architecturalement correct » de l'atelier Gillet. Il poursuit son cursus universitaire à UP6 (l'une des unités pédagogique d'architecture mises en place par André Malraux. La section Architecture de l'ENSBA avait été supprimée à la suite des évènements de mai 68).

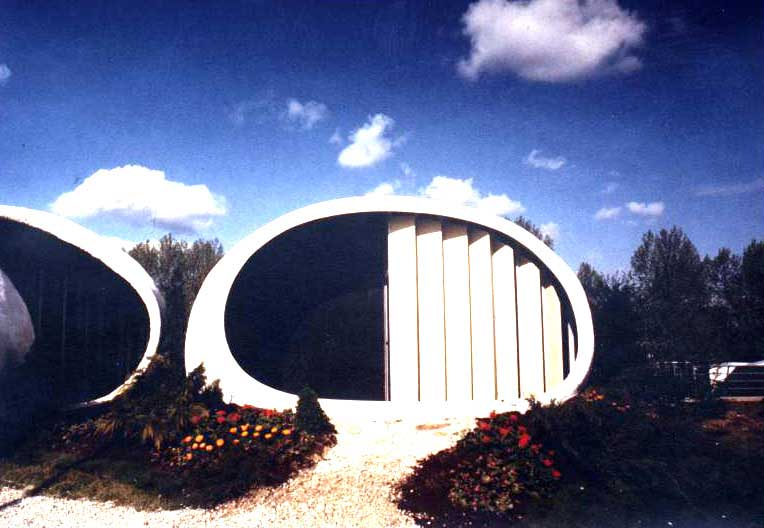
Cellule de motel réalisée en une journée devant la presse par Henry Pavie. Bulle en plâtre projeté sur coffrage gonflable. Foire de Paris (1974)

En 1970, sa rencontre avec John Lasry créateur du Tekki (club de sport aujourd'hui disparu, réalisé à Paris rue de Sèvre par l'architecte Pascal Häusermann) marque le début d'une association qui les conduit à développer ensemble différentes techniques de construction structures en « coques » par projection de matériaux sur formes gonflées. Les matériaux de structure comme le béton, le plâtre, le torchis, étant mis en œuvre par projection mécanique (Gunite) ou manuelle.

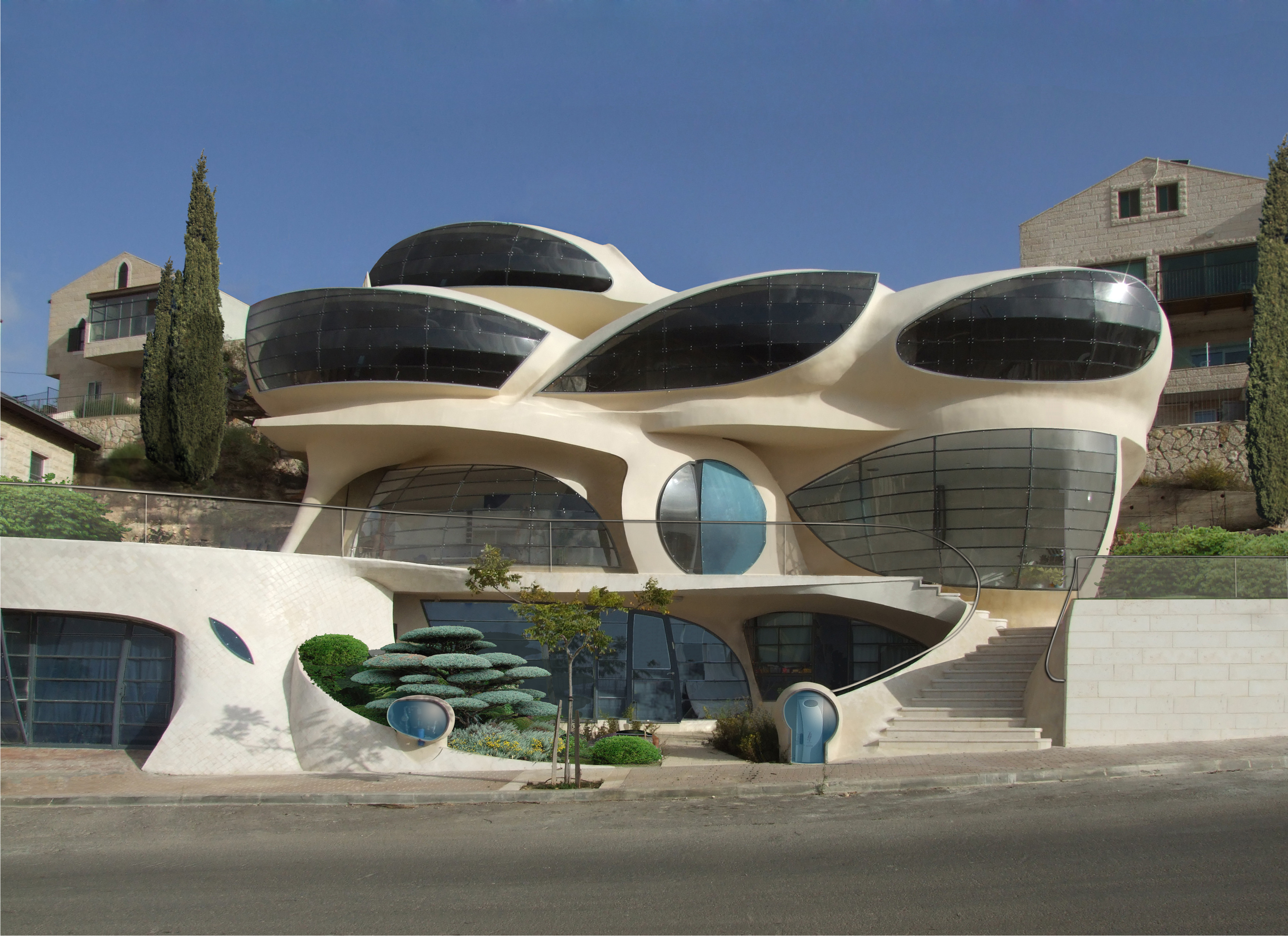
Biomorphic House, Neve Daniel, Israël (2007-2014) par Ephraim Henry Pavie

La principale particularité du procédé est de permettre de construire à l'inverse des méthodes habituelles : le coffrage pneumatique sert de moule, négatif exact des volumes à construire. Préalablement à la mise en œuvre des matériaux, les opérateurs fixent sur ce moule gonflable les éléments destinés à être incorporés à la future paroi (boîtiers électriques, gaines de recouvrement des tuyaux et de câbles divers, pré-cadres de portes et de fenêtres, joints d'assemblages de coques, joints de dilatation, caissons d'armoires et de niches, meubles encastrés dans les parois).
La projection des matériaux constitutifs de l'ouvrage se fait donc en commençant par ce qui servira d'enduit intérieur, suivi d'une couche isolante (mousse de polyuréthane, morceaux de polystyrène expansé, paille, bloc de liège, agrégat de vermiculite, etc.). Les renforts de structure (ferraillage, ossature bois, etc.) sont alors positionnés sur des écarteurs de manière à être incorporés à la couche du matériau de structure (béton, gunite, plâtre, polymères...). Après séchage de l'ensemble on applique le matériau d’étanchéité (enduit étanche, sika ou dérivés, résine armée de fibre de verre ou de carbone ou encore de fibres végétales, etc.), puis enfin le matériau d'habillage extérieur (pierre, céramique, enduit, peinture, etc.) Lorsque le processus de mise en œuvre est achevé, le coffrage gonflable est vidé de son air et s'affaisse, découvrant des parois dont l'aspect de surface est la réplique exacte de la membrane constitutive du moule, ne nécessitant que très peu de travaux de finition.
En 1973-1974 Pavie et Lasry déposent en commun plusieurs demandes de brevets internationaux.
Au printemps 1974 - Dans le cadre du Village de France de la Foire de Paris, après un premier échec cuisant, ils réalisent en une journée une maison-bulle en plâtre projeté sur coffrage gonflable. La « prouesse » est mentionnée à la une de nombreux quotidiens de France. Les jours suivants ils y ajoutent la construction d'une maison plus complexe réalisée en voile mince de béton, projeté sur coffrage pneumatiques.

À la fin de 1974 alors qu'il n'est encore que diplômable en architecture, Henry Pavie interrompt ses études et décide de suivre son associé dans son projet d'émigration aux États-Unis, à Miami. Ils y travaillent alors ensemble à la rénovation de plusieurs hôtels de Miami Beach, ainsi qu'à plusieurs projets de construction, dont une construction sur coffrage gonflable à Hialeah et une maison flottante à Indian Creek. Henry Pavie conçoit et dessine 35 ans en avance, un projet de tour twistée qui est présenté à la société des hôtels Hyatt, mais le projet lui est alors refusé, considéré comme totalement irréaliste. Depuis l'apparition de l'architecture 3D assistée par ordinateur, son concept a été largement utilisé par de nombreux architectes dans le monde (Turning Torso, Twist Tower de Dubai, International Business Center de Moscou et autres). 

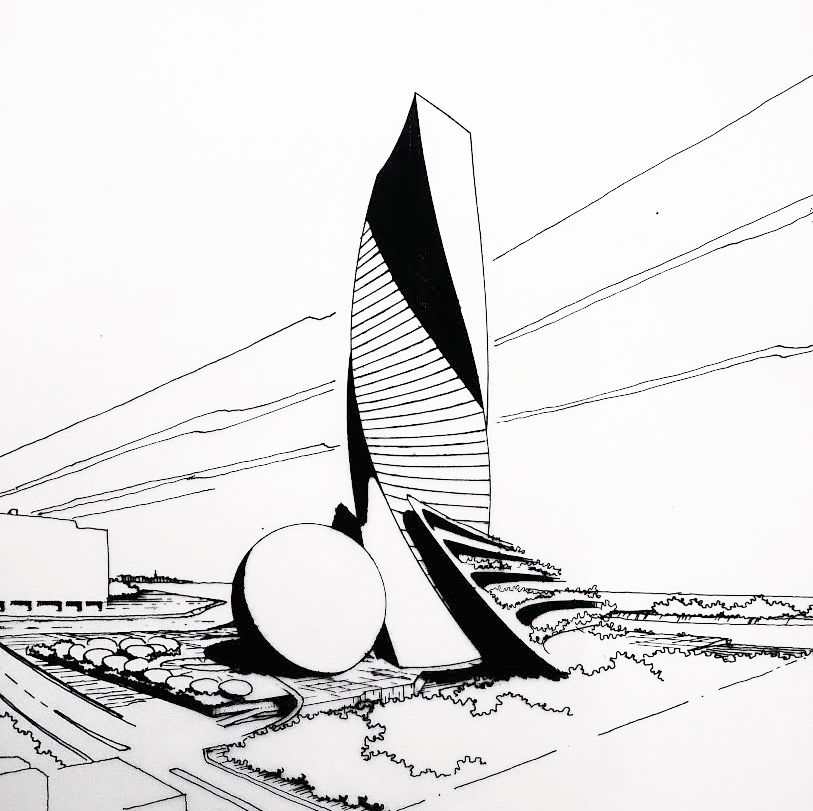
Brickell Hotel Complexe by Henry Pavie (1974) Miami FL. USA.

Été 1977, les deux associés se séparent. Henry Pavie quitte les États-Unis et se ré-établît à Paris. Il se consacre à la rédaction d'un mémoire intitulé "d'une recherche technique à une réflexion sur l'habitat". Sur la base de cet ouvrage, il obtient son diplôme d'architecte DPLG au printemps 1978. Il est alors recruté par Rodney Fitch pour l'agence parisienne Fitch & Company. Il y occupe le poste de directeur du département Architecture et est chargé, à ce titre, de créer et de réaliser le nouveau concept des boutiques de "Louis Vuitton" dans le monde. Il crée, d'autre part, plusieurs concepts de chaines d'hypermarchés pour la grande distribution qu'il construit dans les principales villes de France. Il participe à un projet d’hôtel sous-marin "submabull" destiné à être réalisé au large de Dubaï, mais celui-ci est finalement interrompu.
Au cours des années 1978-1979, Pavie rencontre Antti Lovag. Ensemble ils entreprennent d'expérimenter de nouvelles techniques de construction combinant les coffrages gonflables avec des tricots extensibles comme supports de projection de matériaux.
En 1980 Henry Pavie créé sa propre agence d’architecture. Il gagne un concours organisé par la ville de Roubaix pour l’aménagement de l’ilot urbain Blanche-maille, il accède ainsi à la commande publique (Caisse des dépôts et consignations).
Ephraim Henry Pavie poursuit ses recherches dans le but de se doter de moyens techniques nécessaires à la libération des formes architecturales qu'il souhaite voir affranchies des contraintes de symétrie et de géométrie habituelles. Il considère que l'enveloppe de l'habitat doit, comme un vêtement, couvrir (et parfois découvrir) les espaces et fonctions intérieurs, avec souplesse, fluidité et élégance. Cette enveloppe doit intégrer les interactions de l'habitat et des différentes composantes de l'environnement extérieur. Il obtient un permis de construire pour une maison solaire expérimentale à La Gaude, dans les Alpes-Maritimes, mais l’élection d'un nouveau maire amène l'annulation du permis.
À compter de 1981 Ephraim Henry Pavie s’intéresse à Israël et y étend son activité. Il propose la création d'un complexe de loisir futuriste à Mikhmoret (en) dans une nouvelle architecture solaire. Faute de financement, ce projet est finalement abandonné. Pavie engage son activité en Israël par des projets conventionnels dont des études pour le compte du consulat général de France de Jérusalem, le siège d'Air France à Tel Aviv-Jaffa, le bâtiment qui sert de résidence à l'ambassadeur d’Égypte en Israël à Herzliya, des projets résidentiels et commerciaux à Ramat-gan, Tel-aviv, Jérusalem, et la région de Jérusalem. Il poursuit parallèlement ses recherches sur les techniques de construction sur coffrages gonflables et dépose un nouveau brevet international. Il développe et pousse plus loin encore son style architectural personnel, aux formes libres en double courbure.
En 1998, il est invité par la municipalité de Rishon LeZion à participer à un concours restreint pour le musée Yaacov Agam.
Le biomorphisme et le néo-futurisme qui se dégagent des constructions réalisées dans les années 2007-2013, ne sont pas appréciés par tous, mais rencontrent un écho plutôt élogieux dans la presse. Pavie-House,, située a Névé Daniel dans le Gush-Etzion, constitue incontestablement un pole d'attraction touristique et attire de nombreux étudiants en architecture.
Pavie développe actuellement de nouveaux projets dans les régions du Sud-Néguev et de Mateh Yehuda. Dans ses études, il met l'accent sur l’aérodynamique des structures, la récolte harmonieuse de l'eau de pluie, l’intégration des capteurs solaires en tant qu’éléments constitutifs naturels du concept notamment dans les vitrages en doubles courbures.

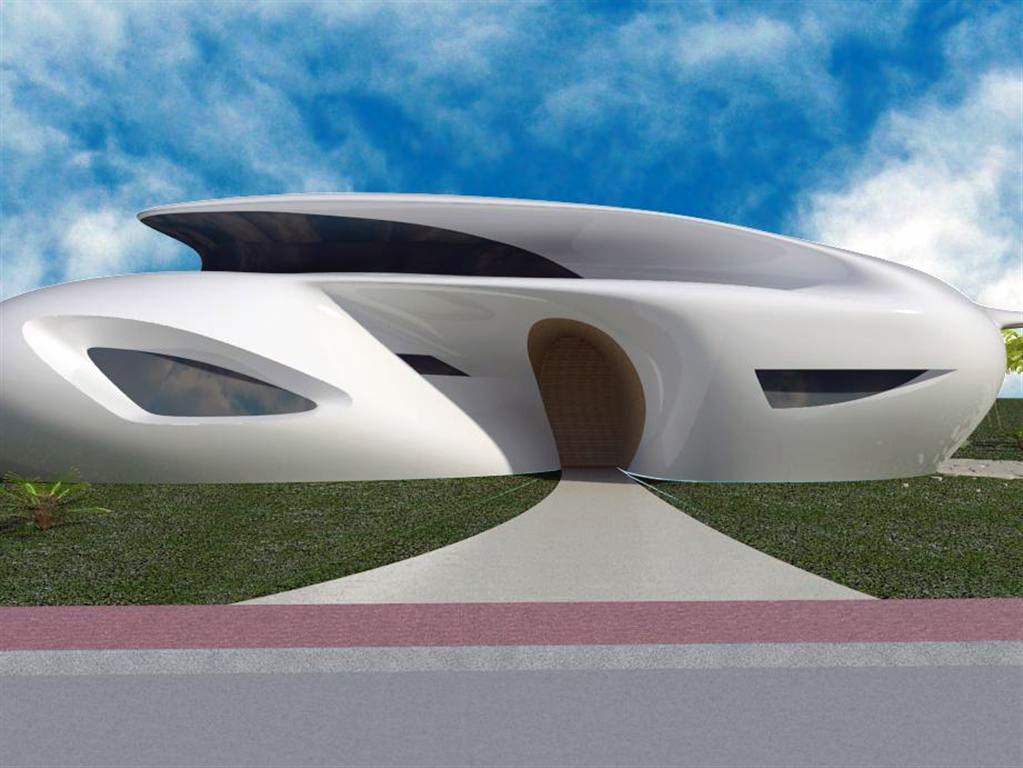
Sdei Avraham
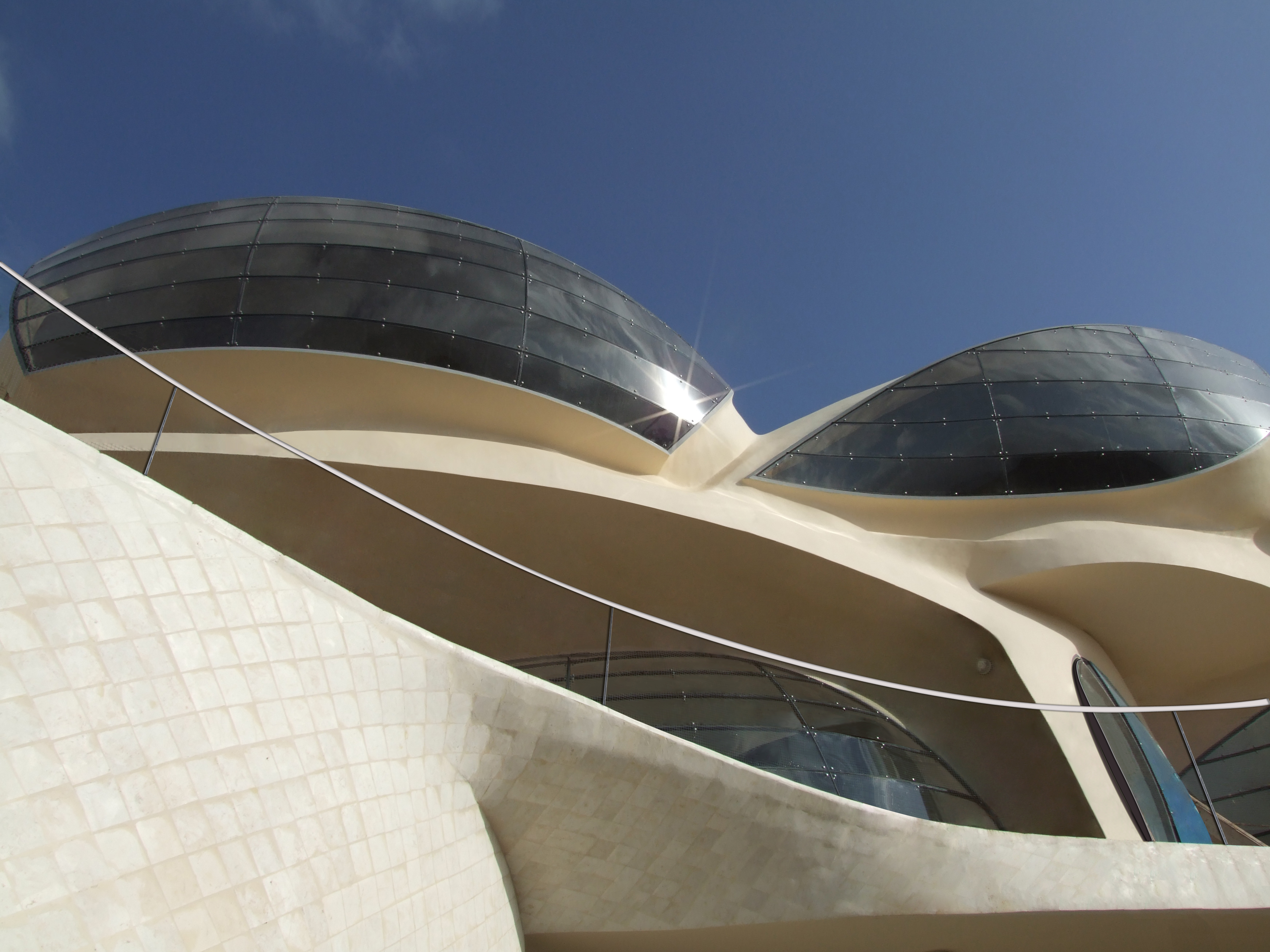
Neve Daniel
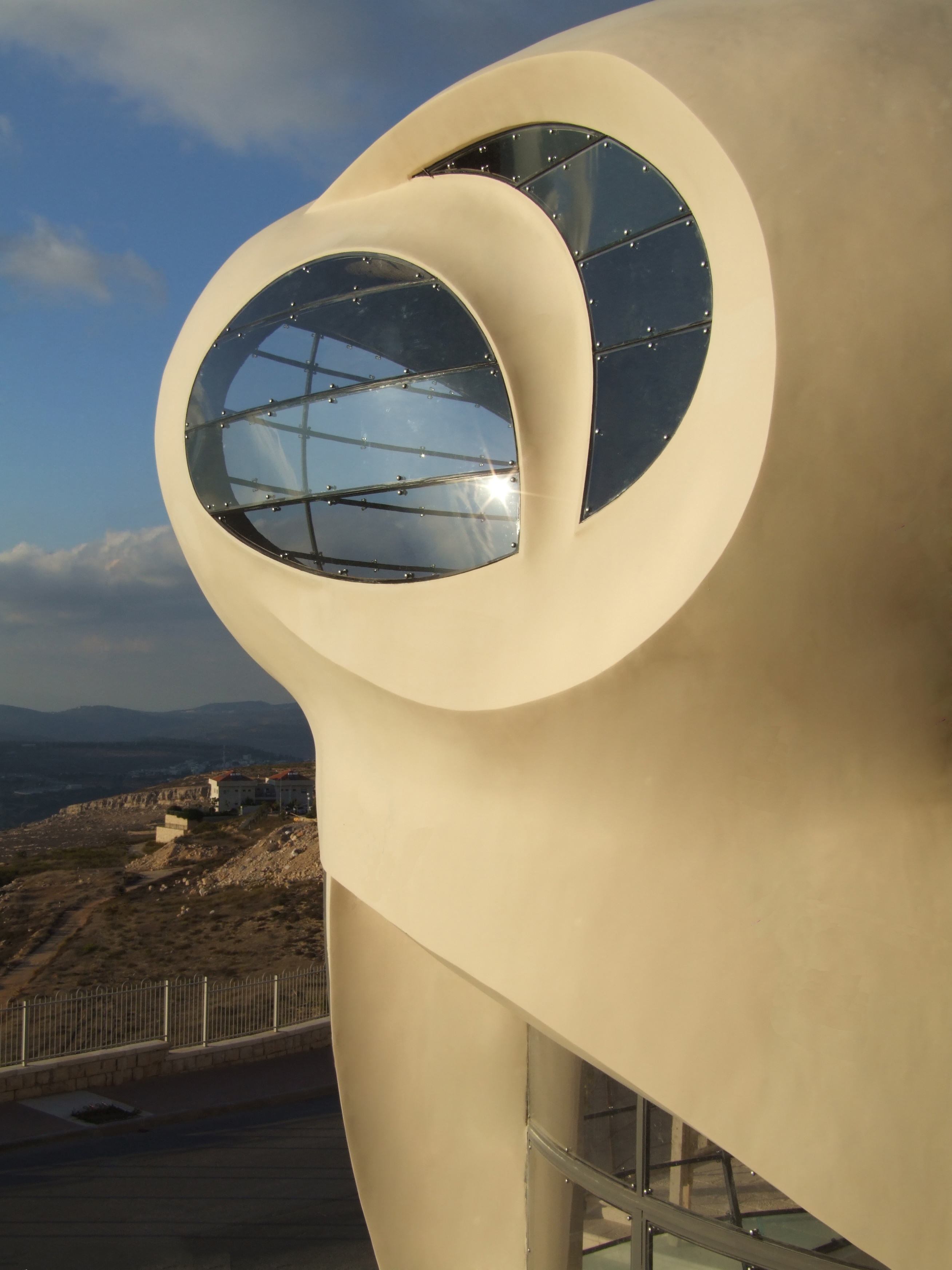
Neve Daniel
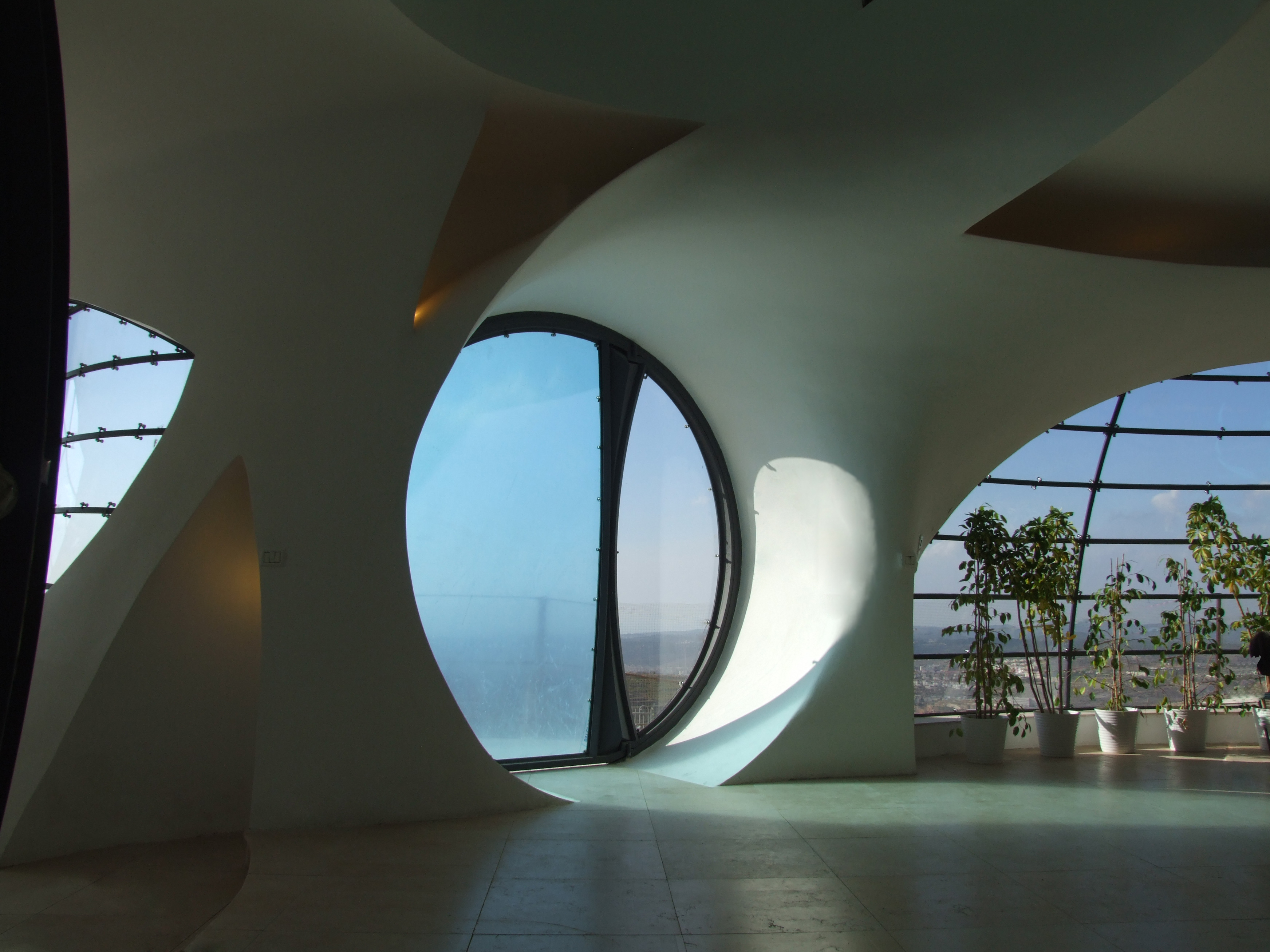
Neve Daniel
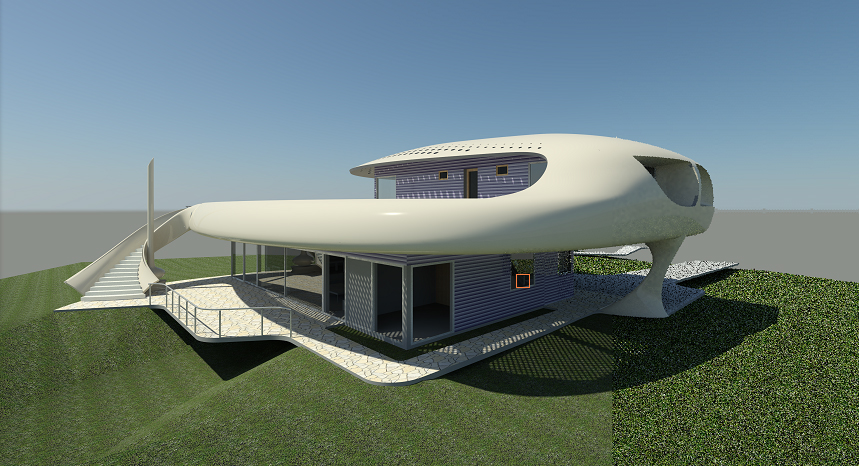
Nehusha
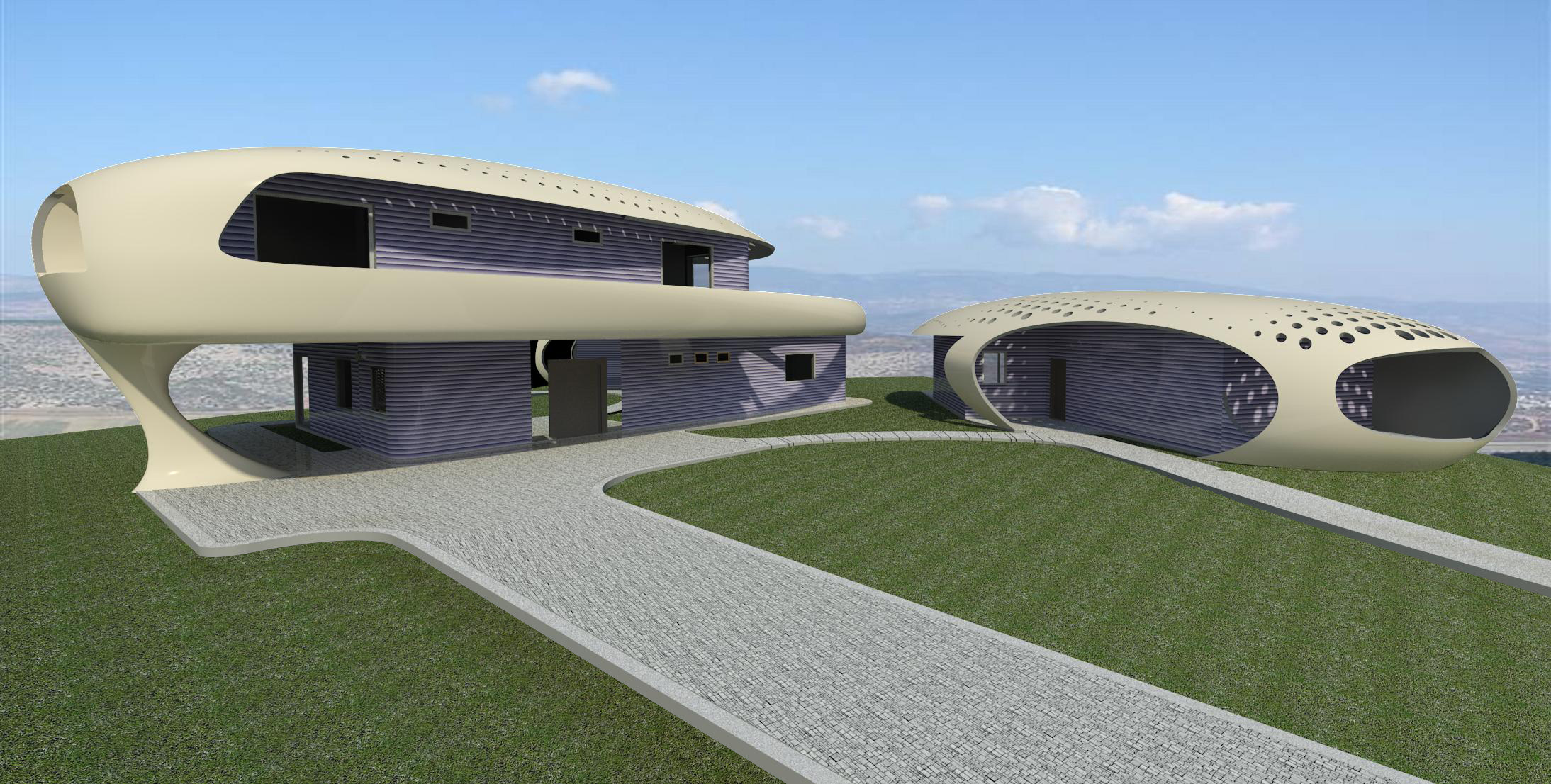
Nehusha
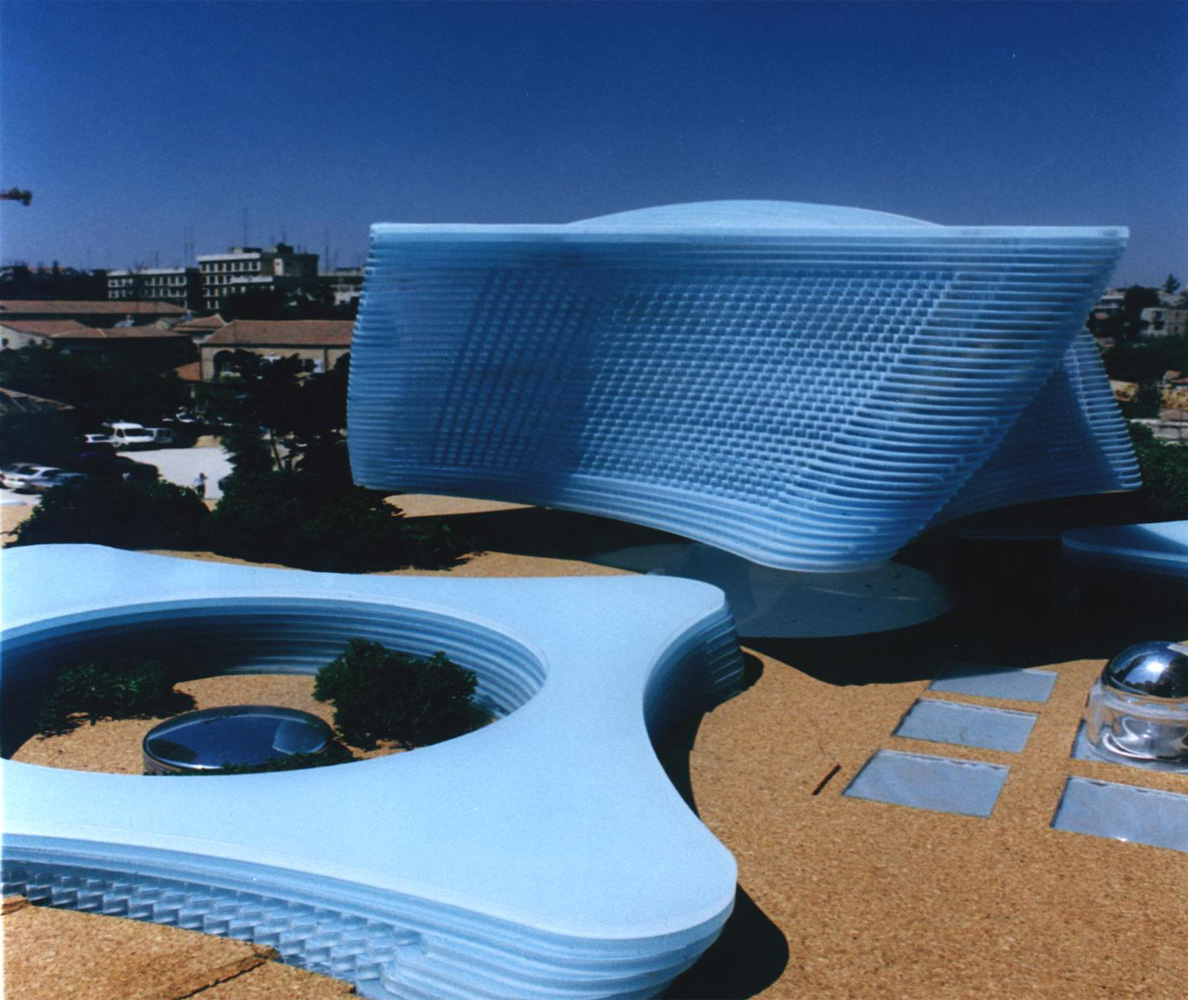
Rishon LeZion (projet)
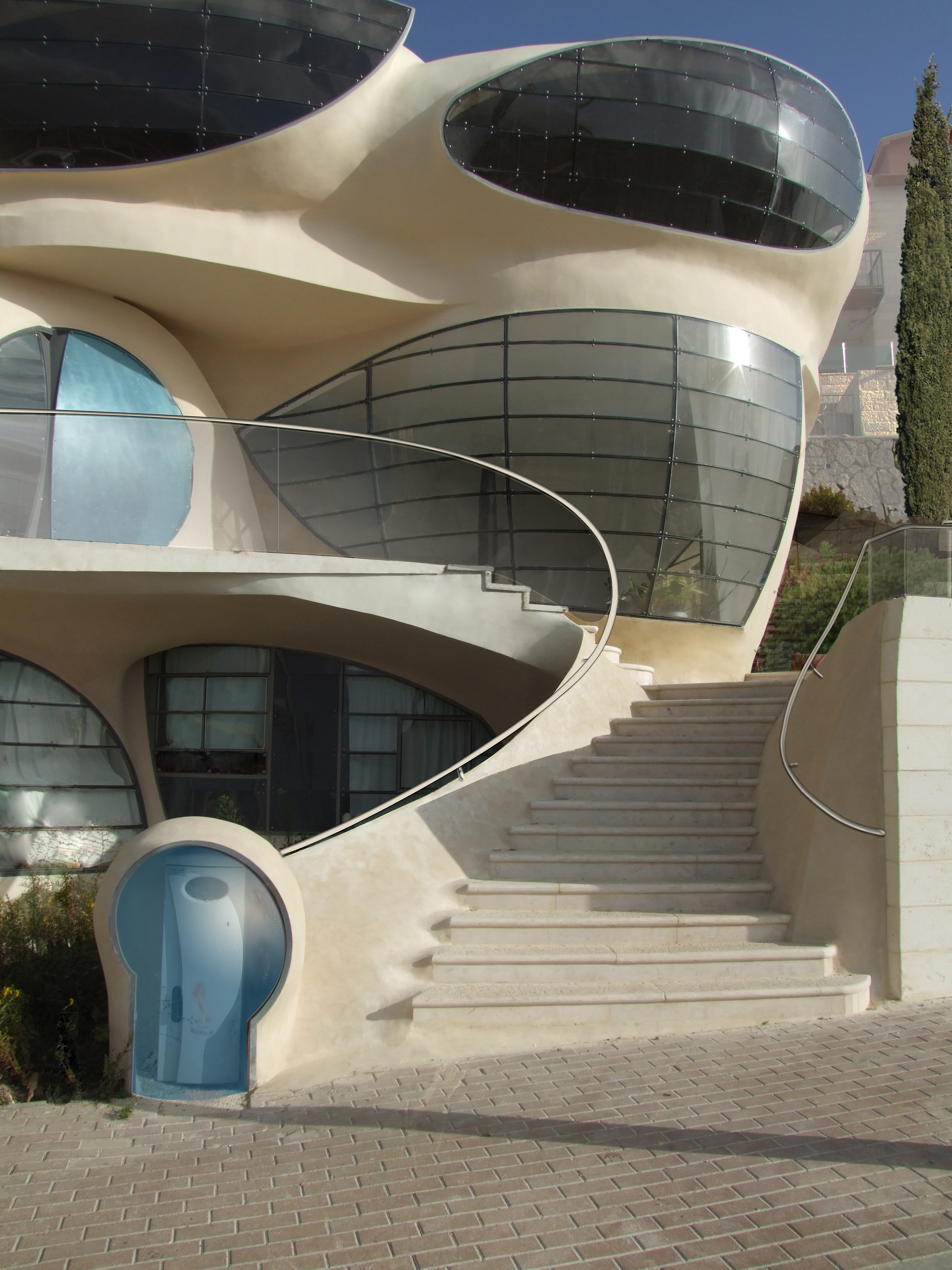
Neve Daniel
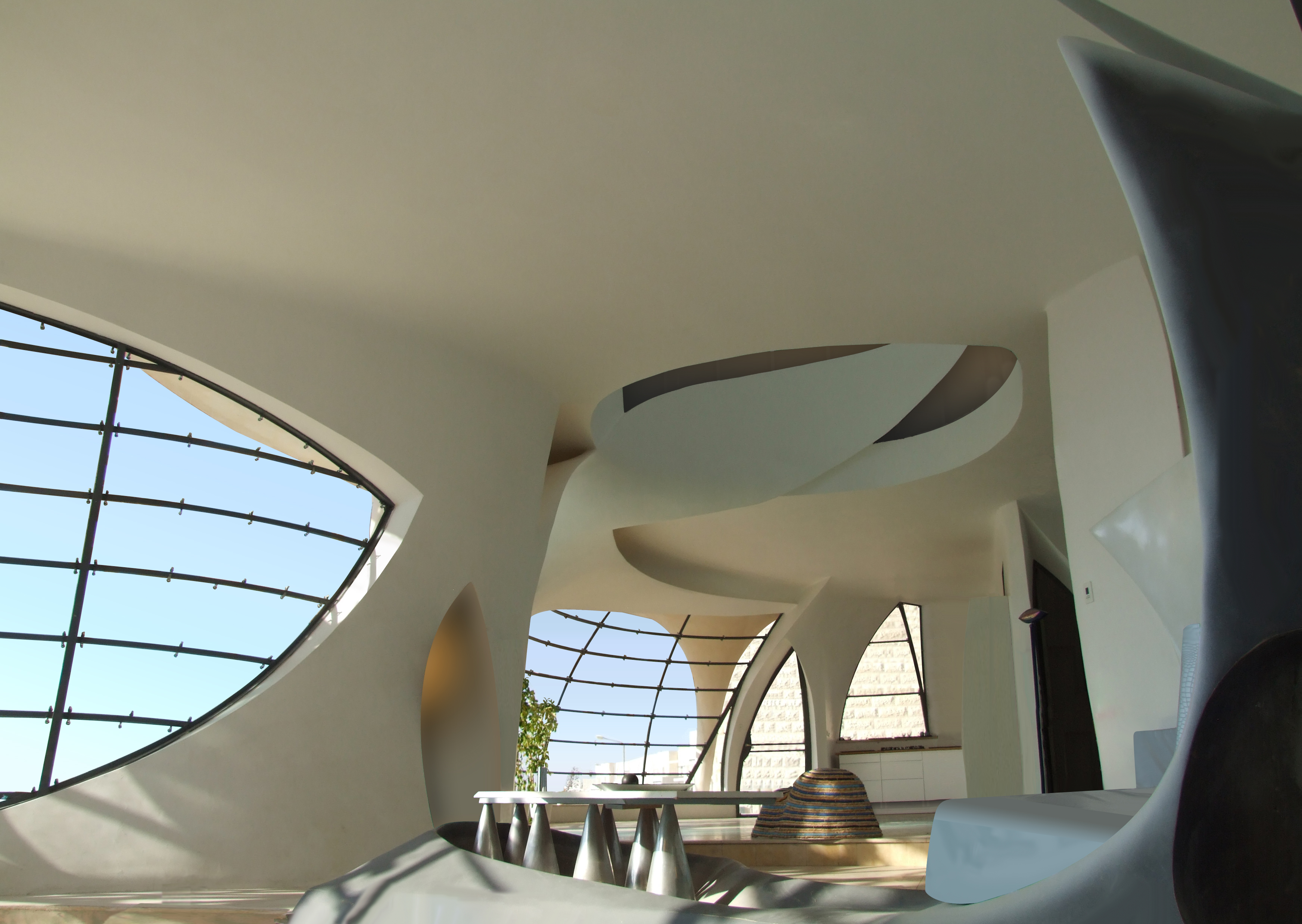
Neve Daniel
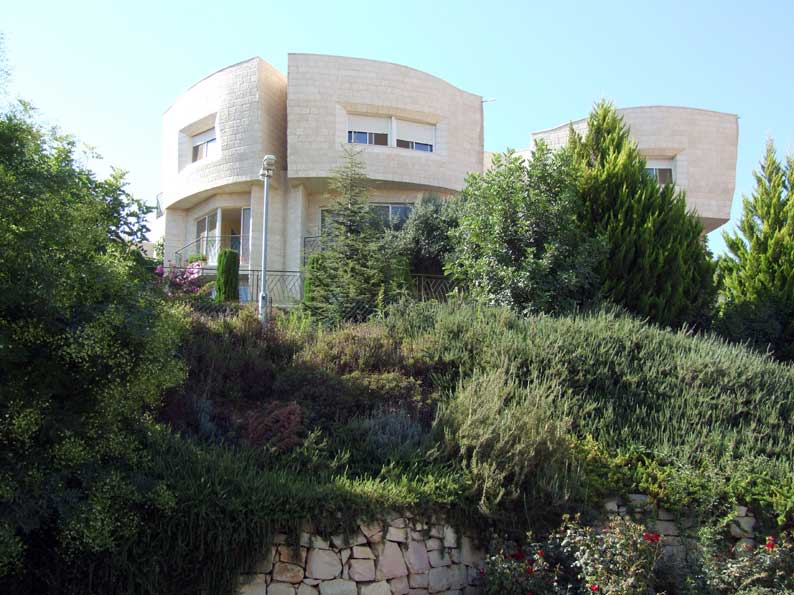
Neve Daniel
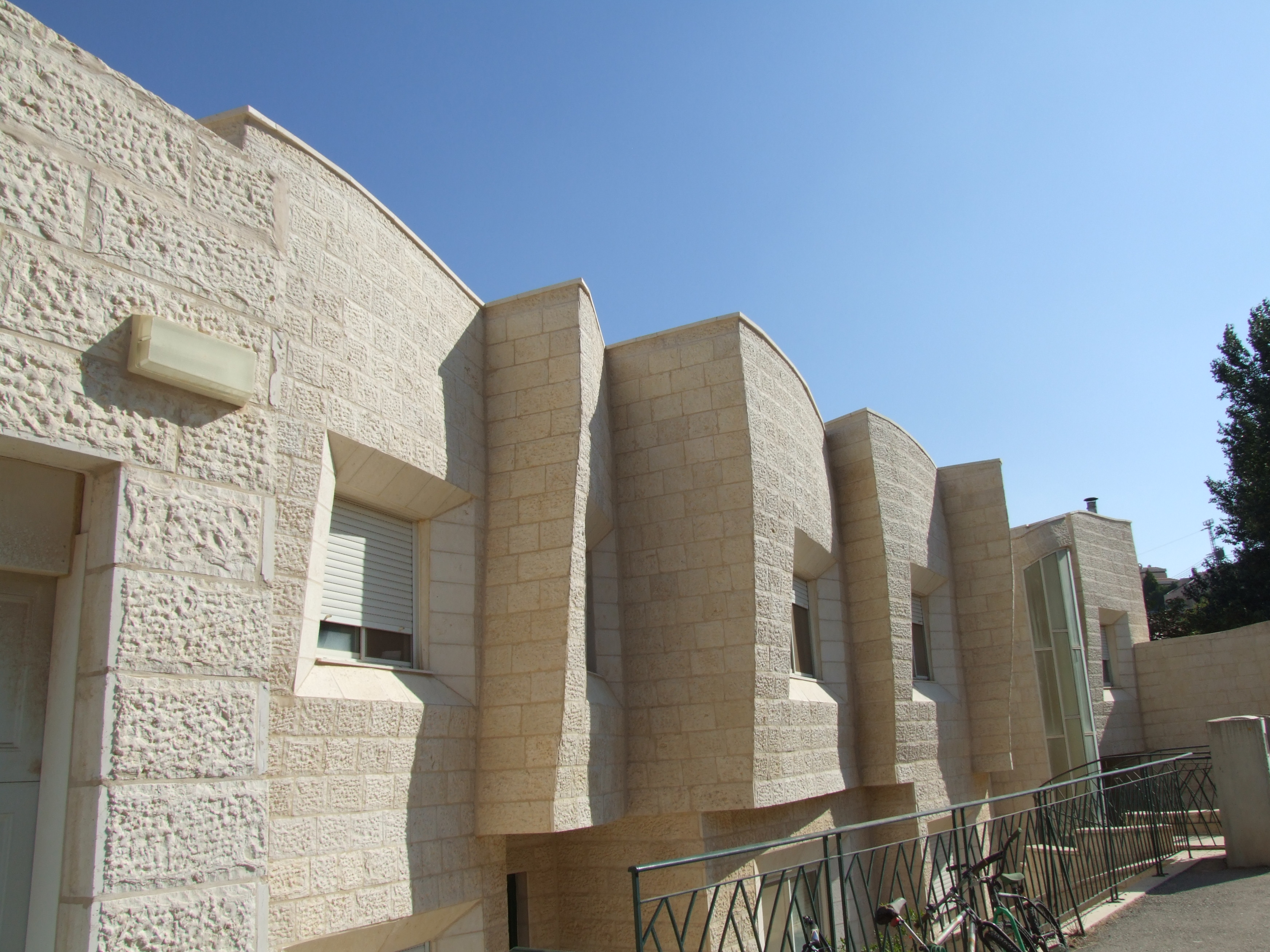
Neve Daniel

## Principales réalisations
- 1971 : Palais de Justice de Paris - Ordre des avocats, Paris, France.
- 1974 : Expo-Vente SIVEGI - La Défense, Paris, France.
- 1974 : Maison-bulle en plâtre, Village de France, Foire de Paris, Paris, France.
- 1974 : Maison-bulle en voile mince de béton, Village de France, Foire de Paris, Paris, France.
- 1975 : PLM Saint-Jacques - Centre de thalassothérapie, Paris, France.
- 1975 : Bubble House à Hialeah, Floride, États-Unis.
- 1976 : Maison flottante à Indian Creek, Floride, États-Unis.
- 1976 : Hotel Sans Souci, Miami Beach, Floride, États-Unis.
- 1977 : Pierre Balmain, Palm Beach, Floride, États-Unis.
- 1977-1979 : Louis Vuitton - Concept Boutiques, Nice France, Guam, Singapour, Hong Kong.
- 1978 : îlot Blanche-Maille, Roubaix, France.
- 1997-1978 : Air France, Tel-Aviv, Israël
- 1998-2000: programmes de logements résidentiels, Mitspei Jericho, Israël
- 2000-2001 : Double résidence, Pierre de Jérusalem en double courbure, Névé Daniel, Israël.
- 2001 : concours pour le musée Yaacov Agam, Rishon LeZion, Israël.
- 2006-2013 : Pavie House, biomorphisme et blobitecture, Névé Daniel, Israël
- 2011 : Free shaped house, Negev, Israël (interrompu)
- 2013-2014 : Biomorphic house, Nehusha, Israël (en construction)
- 2015 : Exposition Pavie House dans le cadre de l'Expo "SACRÉ BÉTON de la haine à l'amour[19]", Musée Urbain Tony Garnier, Lyon, France

## Brevets
- (en) « Inflatable construction apparatus » (consulté le 28 septembre 2014)
- (en) « Dispositif gonflable destiné à la construction » (consulté le 22 septembre 2014)